# Columna salomònica

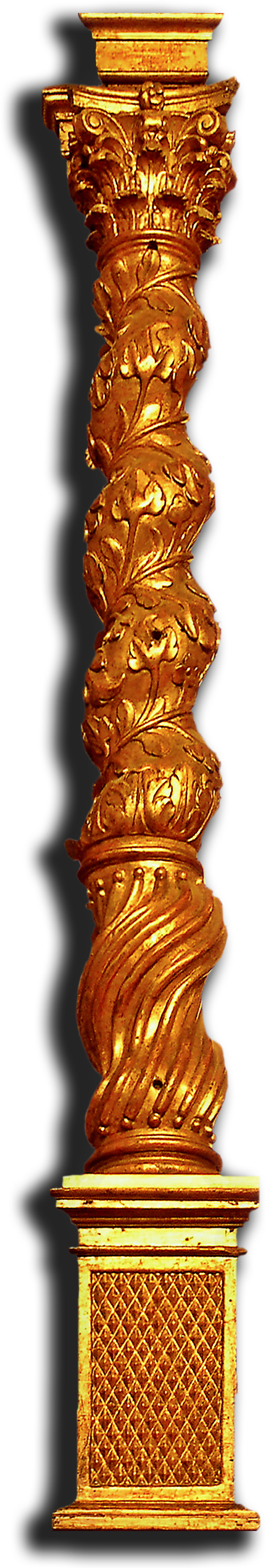
Columna salomònica

La columna salomònica o columna entorxada o encara helicoidal és una columna de forma helicoidal, que s'utilitzà fonamentalment a Europa a l'arquitectura barroca.

## Origen
Encara que no fou un estil de construcció emprat a èpoques antigues, el seu nom procedeix de la denominació donada pels arquitectes barrocs, a partir de la descripció que es fa a la Bíblia de les columnes del gran temple del rei Salomó a Jerusalem, destruït l'any 586 aC. Aquest temple tindria dues columnes principals flanquejant el vestíbul, amb fust retorçat, que portaven els noms de Boaz i Jachin, que simbolitzaven respectivament la força i l'estabilitat.
Aquest peculiar estil de fust pot haver evolucionat des de l'estil manifestat a la Columna de Trajà de la Roma antiga, erigida com a homenatge a l'emperador del mateix nom; l'antiga columna té el fust decorat amb una banda única contínua, en forma d'espiral. Aquesta banda té una sèrie d'imatges que representen el poder militar de Trajà a la batalla. Aquestes columnes també semblen haver tingut ús a l'arquitectura i decoració romana d'Orient.

## Descripció
Una columna salomònica comença en una base i termina en un capitell, com la columna clàssica, però el fust té un desenvolupament retorçat de forma helicoidal que dona generalment sis voltes i que produeix un efecte de moviment, força i dramatisme. La introducció de la columna salomònica al barroc manifesta la condició d'art en moviment. En moltes ocasions es troba el fust cobert amb decoració vegetal a base de fulles de parra. Els capitells poden ser de diversos ordres, predominant l'ordre compost i l'ordre corinti. És corrent que el seu ús sigui més aviat com una columna ornamental que no tectònica, pel que és molt habitual que aparegui en retaules o adossada junt amb altres ornaments.

## Utilització a l'arquitectura

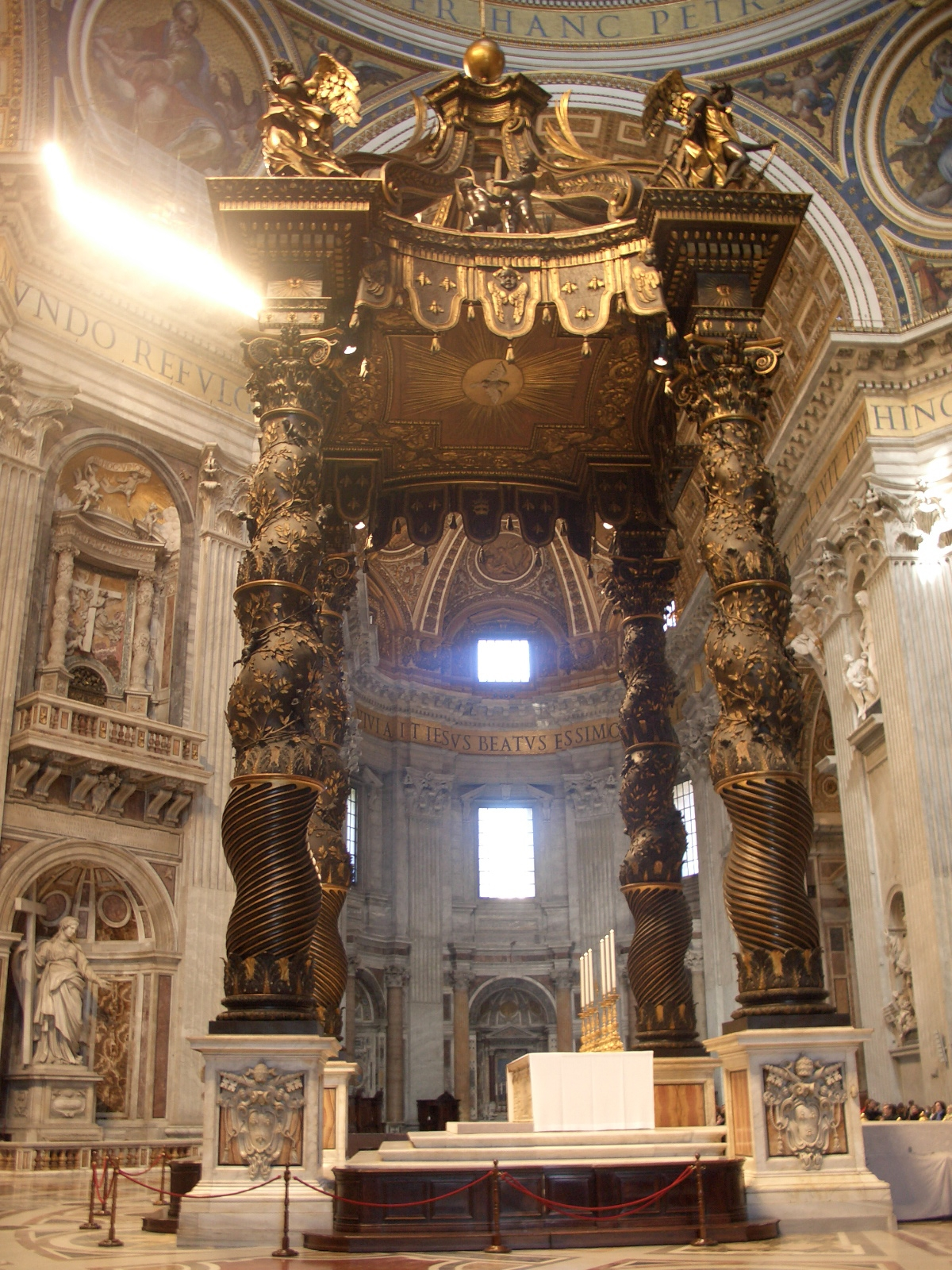
Baldaquí de la Basílica de Sant Pere del Vaticà

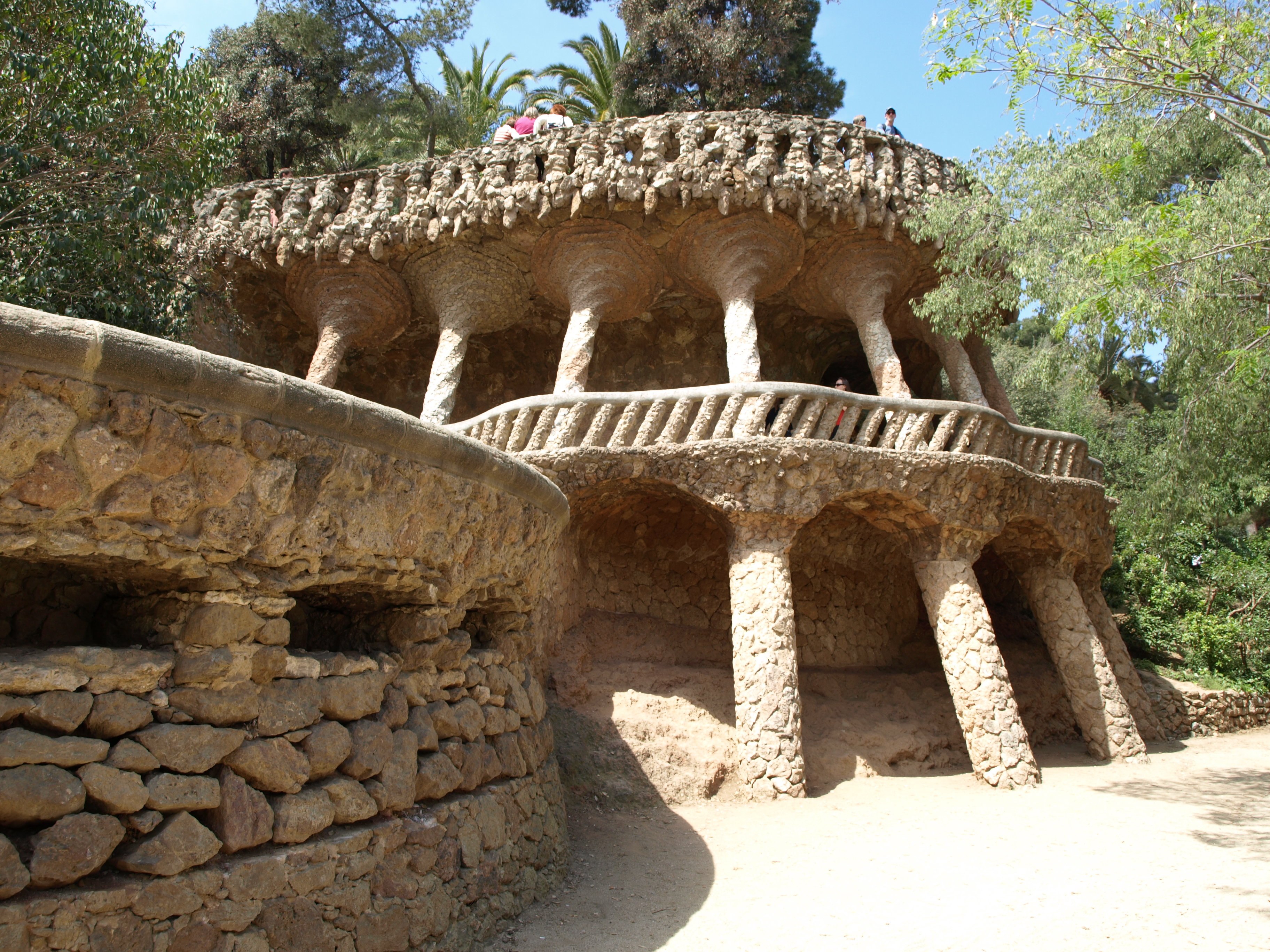
Columnes salomòniques del Porxo de la Bugadera, al Park Güell.

L'ús més destacat de columnes salomòniques es dona al baldaquí dissenyat per Gian Lorenzo Bernini a la Basílica de Sant Pere del Vaticà. Aquest tipus de columna es feu molt popular a l'Europa catòlica, incloent la part sud d'Alemanya (Església de Sant Carles Borromeu a Viena); es va estendre a Espanya, quasi al mateix temps que Bernini construïa les seves columnes, i d'Espanya passà en poc temps a les colònies americanes, on s'utilitzà freqüentment a esglésies com a element característic de l'estil xorigueresc (Temple de Santa Prisca de Taxco).
Després del 1660, aquest tipus d'ornamentació es convertí en característica bàsica de disseny de mobiliari a França, Holanda i Anglaterra.
També es troba al Park Güell, de l'arquitecte català Antoni Gaudí.